# Pica mauritanica

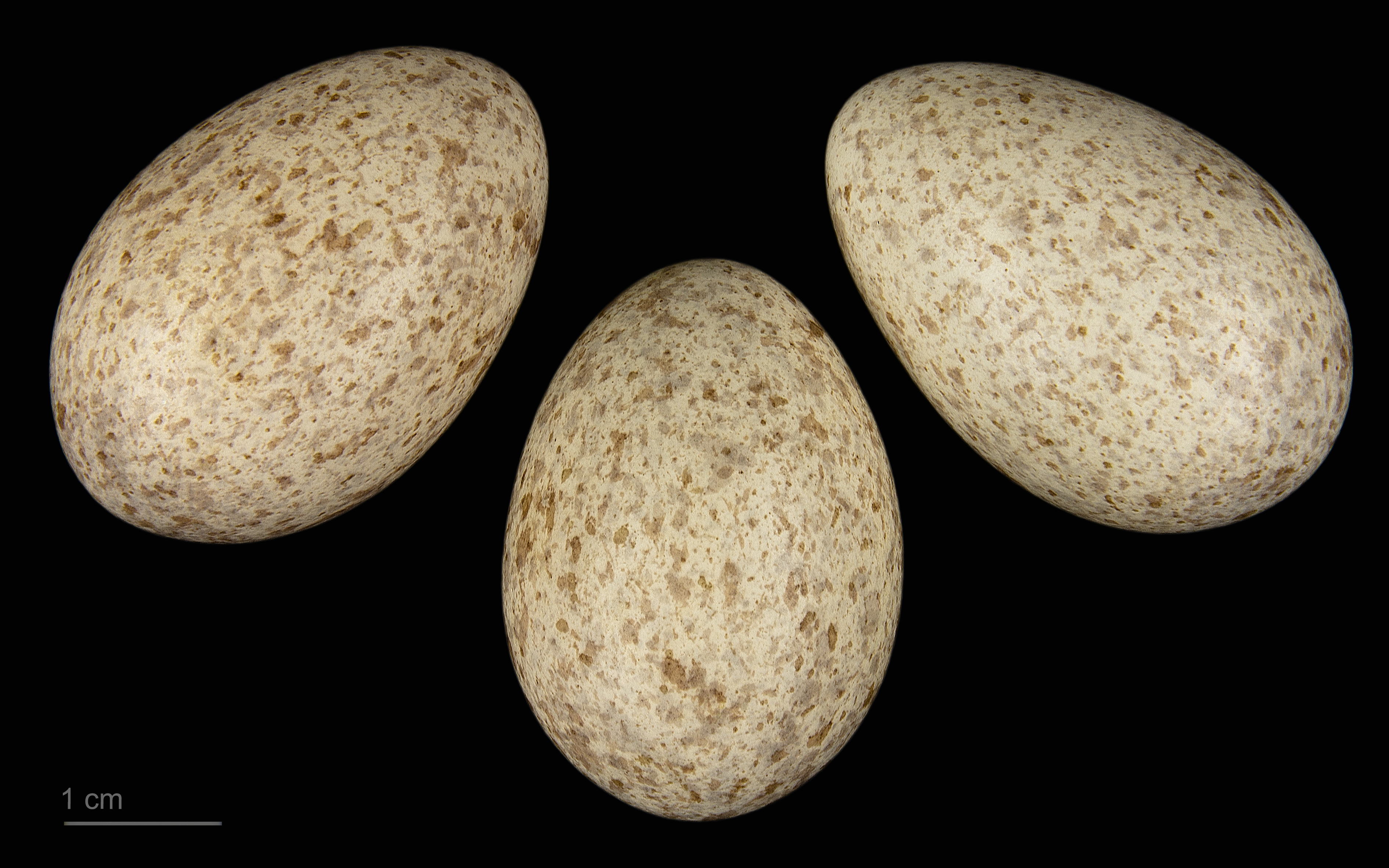
Pica pica mauritanica - (MHNT)

La urraca magrebí (Pica mauritanica) es una especie de ave paseriforme de la familia Corvidae endémica del noroeste de África, desde el Sahara Occidental hasta Túnez. Se puede distinguir de la urraca común por tener una pequeña carúncula azul lisa tras el ojo, la zona blanca del vientre más corta, las alas más cortas y la cola más larga.
Un estudio filogenético publicado en 2018 descubrió que divergió a partir de un ancestro común con el clado que contiene a todos los demás miembros del género Pica.